# Црква Светог Прокопија у Сењском Руднику
Црква Светог Прокопија у Сењском Руднику, насељеном месту на територији општине Деспотовац, припада Епархији браничевској Српске православне цркве.
Црква посвећена Светом Прокопију подигнута је 1900. године у знак сећања на рударе који су изгубили своје животе у рударској несрећи 1893. године. Данас је та црква заштитник рудара и целог Сењског Рудника.
Храм је подигнут на једној висоравни уз саму рудничку колонију. Зидан је у готском стилу, од цигле и покривена обичним печеним црепом. Унутрашњи зидови офарбани су обичном бојом без живописа и ликова светих. Иконостас је рађен у времену када и сама црква, а иконописао га је Настас Стевановић чије дело је и иконостас у београдском Саборном храму. Порта цркве је била ограђена и засађена четинарима. Цркву је осветио митрополит Инокентије 2. септембра 1902. године. 
Први парохијски свештеник био је Михајло Стојановић. До освећења овог храма опслуживао је исту парохију при манастиру Раваница, а са седиштем је био у Сењском Руднику, где је једно време вршио и учитељску дужност у основној школи. Отац Михајло је био и свештеник Железничке дирекције, те је као виши контролор железнички, пензионисан, након 36 година свештеничке и учитељске службе, зашта је од црквених власти одликован „Протоском камилаком и црвеним појасом”.